# St. Martin (Olten)

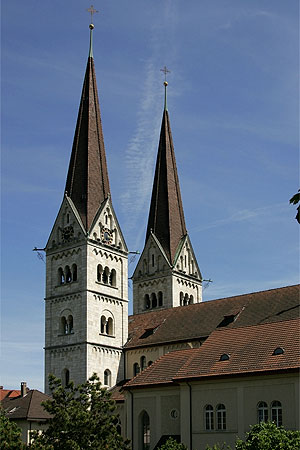
San Martín en Olten

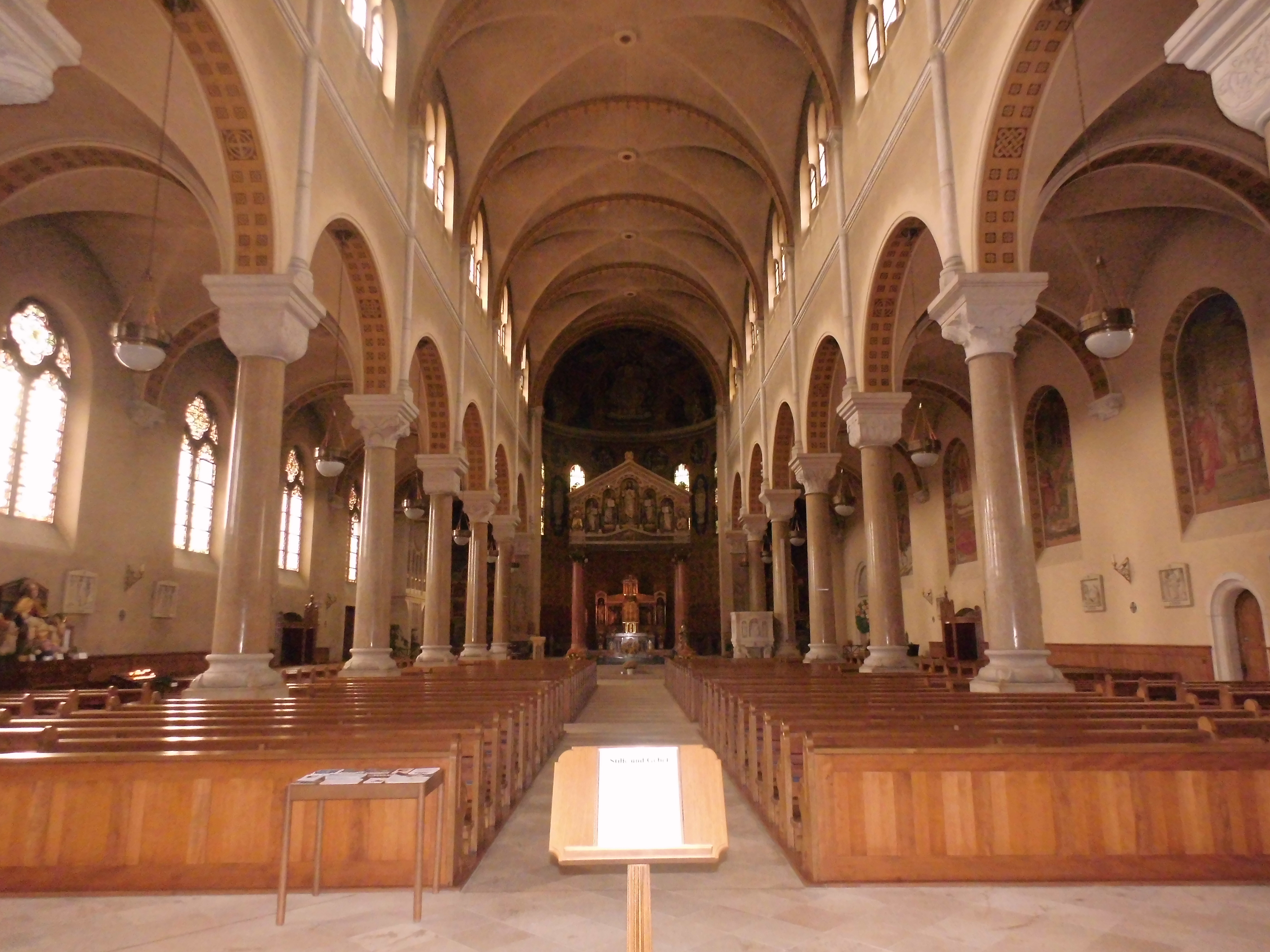
espacio interior

San Martín es una iglesia católica en la ciudad de Olten, Suiza. Es una basílica de columnas de tres naves sin crucero con tres ábsides del coro.

## Órganos

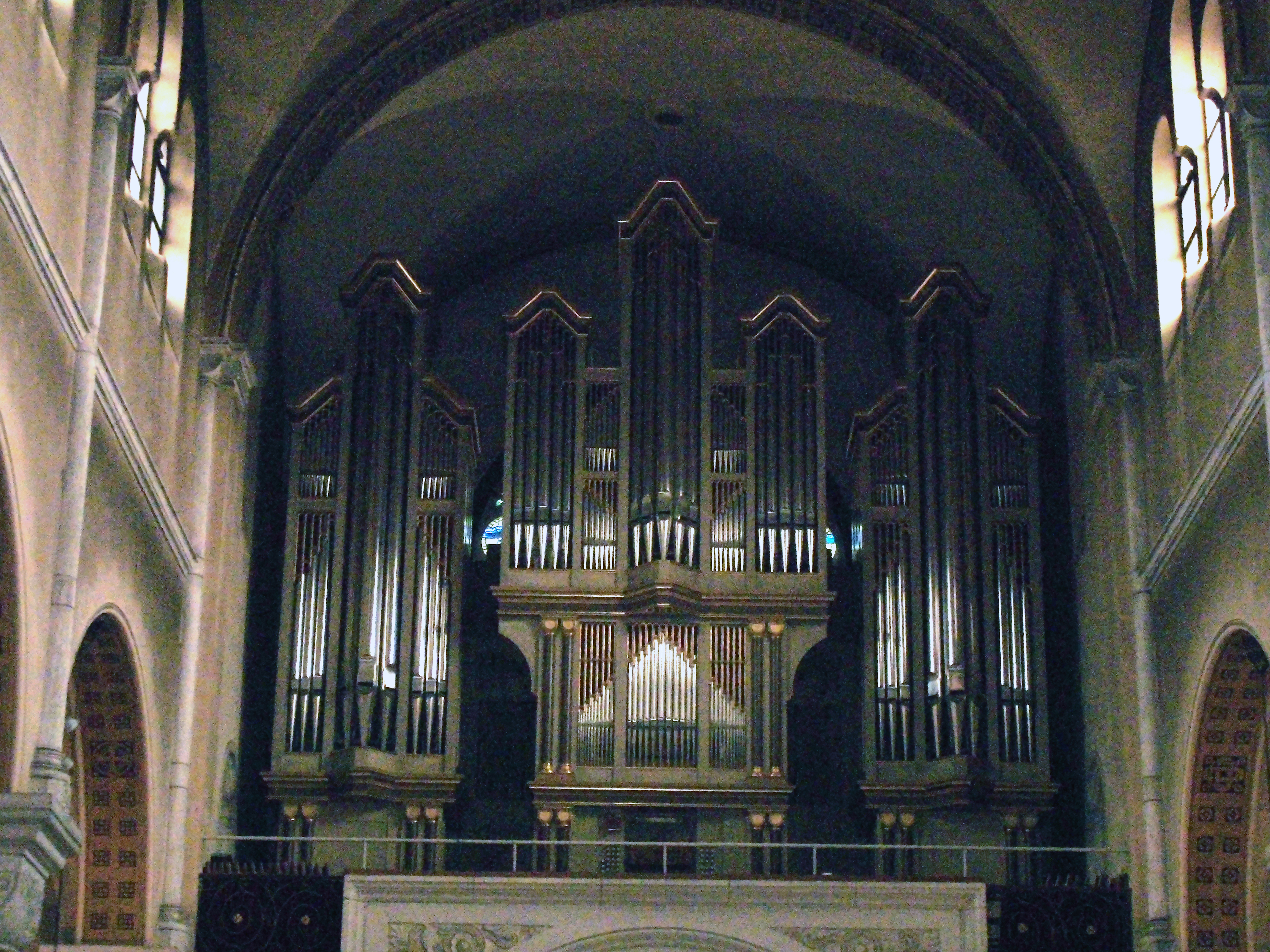
Órgano principal de la galería

### Órgano principal
El primer órgano fue construido por Orgelbau Goll (Lucerna) con 33 registros, fue dañado por infestación de ratones. En 1932, la empresa de construcción de órganos Willisau AG construyó un nuevo órgano con 49 registros, que fue reorganizado en 1949 por el constructor de órganos Goll y ampliado a 64 registros. El órgano actual fue reconstruido en 1992 por Mathis Orgelbau (Näfels). El instrumento tiene 50 paradas en tres manuales y un pedal. Las acciones de reproducción y parada son mecánicas.

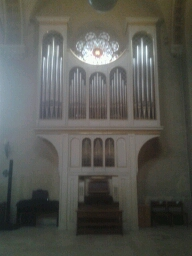
Órgano de coro Mathis

| Yo Hauptwerk C - g 3 |             |
| Principal            | dieciséis ' |
| Octava               | 8º          |
| Flauta armónica      | 8º          |
| Bourdon              | 8º          |
| viola                | 8º          |
| Octava               | 4 ′         |
| Flauta puntiaguda    | 4 ′         |
| tercera              | 3 1⁄5 ′     |
| Quinto               | 2 ⁄3 ′      |
| Duplicar             | 2 ′         |
| Mezcla III-IV        | 2 ′         |
| Cymbel II-III        | 1 '         |
| Corneta V            | 8º          |
| Trompeta             | 8º          |

| II Positivo C-g 3 |        |
| Fugara            | 8º     |
| Arrojado          | 8º     |
| Praestante        | 4 ′    |
| Flauta de caña    | 4 ′    |
| Octava            | 2 ′    |
| Flauta del bosque | 2 ′    |
| Larigot           | 1 ⁄3 ′ |
| Sesquialtera II   |        |
| Agudo III - IV    | 1 '    |
| Trompeta          | 8º     |
| Krummhorn         | 8º     |
| Trémulo           |        |

| III Oleaje C - g 3   |             |
| Bourdon              | dieciséis ' |
| diapasón             | 8º          |
| Flauta               | 8º          |
| Violín               | 8º          |
| Voix celeste         | 8º          |
| Octava               | 4 ′         |
| Flûte traversière    | 4 ′         |
| Nasard               | 2 ⁄3 ′      |
| Octavine             | 2 ′         |
| Tierce               | 1 3⁄5 ′     |
| Plein jeu IV - V     | 2 ⁄3 ′      |
| Basson               | dieciséis ' |
| Trompette harmonique | 8º          |
| Basson hautbois      | 8º          |
| Voix humaine         | 8º          |
| Clairon              | 4 ′         |
| Tremblant            |             |

| Pedal C - f 1       |             |
| Pedestal            | 32 ′        |
| Principal           | dieciséis ' |
| Sub bajo            | dieciséis ' |
| Octava              | 8º          |
| Silbato cabrestante | 8º          |
| Bajo coral          | 4 ′         |
| Rauschpfeife IV     | 2 ⁄3 ′      |
| trombón             | dieciséis ' |
| diente              | 8º          |

### Órgano de coro
Gracias a las donaciones se pudo construir un pequeño órgano de coro con 881 tubos en el pasillo izquierdo del frente, que también proviene de la empresa Mathis.

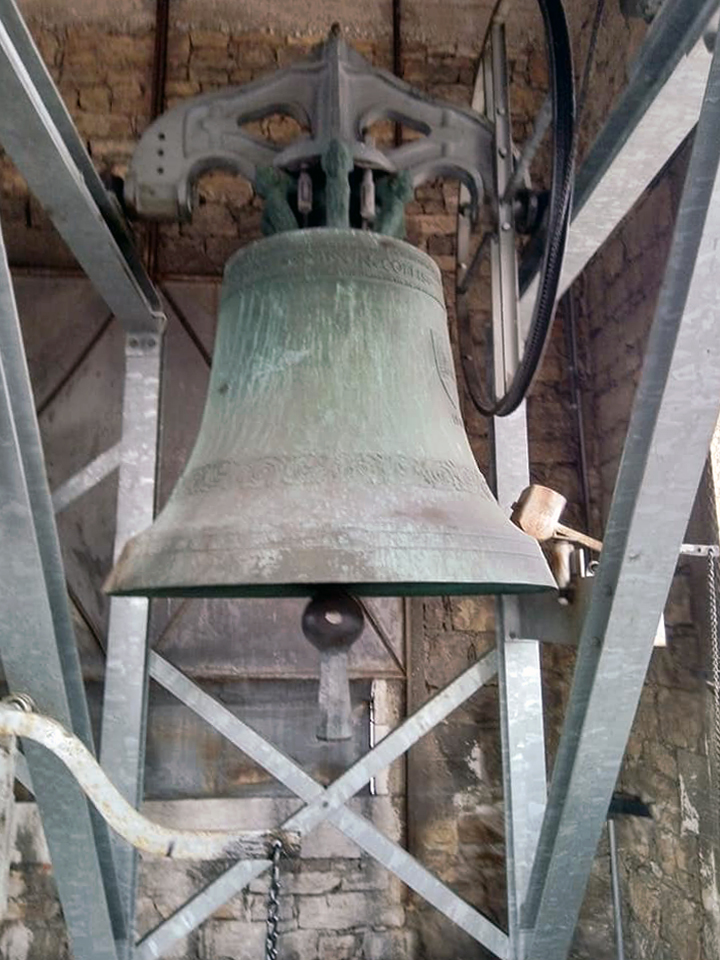
Campana de San José